# Uffe Haagerup

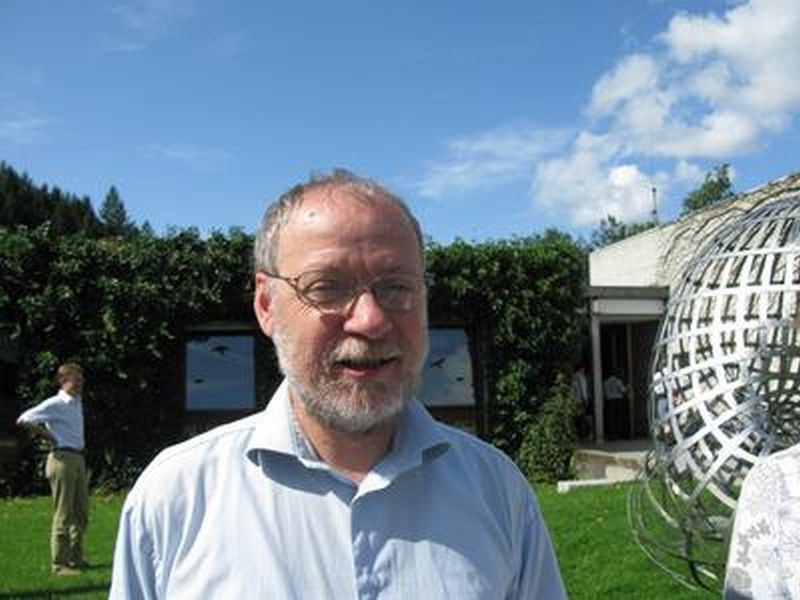
Uffe Haagerup w 2008

Uffe Valentin Haagerup (ur. 19 grudnia 1949 w Kolding, zm. 5 lipca 2015 w Fåborg) – duński matematyk zajmujący się algebrami operatorowymi, teorią grup, geometrią oraz wolnym prawdopodobieństwem.
W 1986 wygłosił wykład sekcyjny, a w 2002 wykład plenarny na Międzynarodowym Kongresie Matematyków.